# برنال دياث ديل كاستييو
برنال دياث ديل كاستييو (بالإسبانية: Bernal Díaz del Castillo)‏ كونكيستدور ومؤرخ وقائع تاريخية إسباني، واسمه تحريف لاسم برناردو، وهو أحد المؤرخين الرئيسيين لغزو المكسيك من قبل الإسبان.
وُلد في ميدينا ديل كامبو عام 1496. وعاش فيها لسنوات طويلة من حياته بالرغم من مشاركته في آلاف المعارك بوصفه مستكشفًا للعالم الجديد. ذهب إلى المكسيك مع غريخالفا في عام 1518 قبل أن يعود إلى كوبا، وخدم في الحملات الأزتكية تحت قيادة إرنان كورتيس، وذكر أنه شارك في 119 معركة، وكان حاضرا عند إستسلام مدينة المكسيك في عام 1521. وكجائزة على خدماته البارزة تلقى تفويضا لشغل منصب حاكم على سانتياغو دي لوس كاباييروس في غواتيمالا، حيث استقر هناك.
في عام 1552، قام فرانثيسكو لوبيز دي غومارا، وهو سكرتير وقسيس تحت إدارة كورتيس، بنشر كتاب «وقائع فتح إسبانيا الجديدة» (بالإسبانية: Crónica de la Conquista de Nueva España)‏ في سرقسطة، الذي رأى فيه دياز أنه أعطى كورتيس أكثر حقه. ألف كتاب التاريخ الحقيقي لفتح إِسبانيا الجديدة عام 1568. وشارك باعتباره واحدًا من المؤرخين الذين رافقوا الإسبان في تأريخ هذه الحقبة عبر الكتابات النثرية الأولى التي ظهرت حول أدب أمريكا اللاتينية، وكانت تُكتب في هيئة رسائل. لم يأتي العمل بمثل عمل غومارا من الناحية الأدبية، ولكنه صمم على كتابة قصة مخلصة للأحداث التي شارك فيها، لكي يصحح الأخطاء الإجمالية لعمل غومارا، الذي لم يسبق له المجيء إلى أمريكا، ولكي يعيد الحق لنفسه والآخرين الذين غطت عليهم سمعة كورتيس المبالغ بها. ظل العمل مهملا وغير منشور حتى عام 1632، حيث عثر عليه الأب ألونسو ريمون من جماعة سيدة الرحمة في مكتبة خاصة ونشره في مدريد. إن العمل بسيط ومجرد من الأسلوب، ويظهر فيه جهل وغرور المؤلف، لكنه مصدر هام كونه أتى من شاهد عيان ومشارك في الأحداث.
ذهب دياث إلى الهند، حيث كان جنديًا تحت إمرة الزعيم العسكري بيدرارياس دابيلا، ثم بعد ذلك استقر في كوبا. وشارك في البعثات الثلاثة الكبرى إلى الأراضي المكسيكية، حيث انطلقت من هذه الجزيرة بعض الفتوحات مثل فرانثيسكو إيرنانيث دي كوردوبا عندما قام بحملته عام 1517 لاستكشاف شبه جزيرة يوكاتان، حيث قام بأول اتصال أوروبي مع حضارة المايا؛ وخوان دي جريخالبا الذي قام مع دييجو بيلاثكيث دي كوييار باستكشاف كوبا عام 1511 والسواحل المكسيكية حيث شبه جزيرة يوكاتان وتاباسكو عام 1518 ومع الزعيم فرانثيسكو دي غاراي واستكشاف ولاية فيراكروز وخليج المكسيك في عامي 1522 و1523 وغزو هندوراس مع الزعيم بيدرارياس دابيلا عام 1527؛ وإرنان كورتيس الذي فتح إمبراطورية الآزتيك واكتشف شبه جزيرة كاليفورنيا عام 1519.
شارك برنال دياث ديل كاستييو في العديد من الغزوات والفتوحات، وليس فقط في المنطقة التي تُعرف اليوم بالمكسيك، بل أيضًا بلاد هندرواس وغواتيمالا. كان واليًا على سان خوان تشمولا بولاية تشياباس وعلى تيابا بولاية تاباسكو. عاش لفترة في قرية كواتثاكوالكوس حيث كان حاكمًا. وبعد ذلك في مدينة سانتياجو دي غواتيمالا، حيث جابه في هذا المكان العديد من الصعوبات، ولكنه في الوقت ذاته استطاع الحصول على وظيفة تبقيه على وجه الحياة، حتى تُوفي في غواتيمالا القديمة عام 1584.
في عام 1689، زعم المؤرخ فرانسيسكو دي فوينتيس، في كتابه عن تاريخ غواتيمالا، أنه سليل دياز، وتكلم عن بعض وقائع حياة دياز وعمله الذي كان مجهولا حتى ذلك الحين. ويظهر أن عائلة دياز كانت نبيلة ومحترمة رغم فقرها، فقد كان أبوه حاكم بلدة مدينا ديل كامبو. كما ذكر فوينتيس أيضا بأن العمل لم ينشر كما كتبه دياز، ذلك أنه لم يطبع من المخطوطة الأصلية، بل من نسخة غير مخولة في عثر عليها مكتبة ونسخها شخص يدعى راميريز ديل برادو والتي وقعت في يد الأب ريمون. كما زعم ان المخطوطة الأصلية هي في حيازته.
يتضمن فهرس الكاتبين الإسبان (بالإسبانية: La Biblioteca de Autores Espanoles)‏ (نشر 1848-86) على كامل أعمال دياز.

## روابط خارجية
- برنال دياث ديل كاستييو على موقع الموسوعة البريطانية (الإنجليزية)
- برنال دياث ديل كاستييو على موقع ديسكوغز (الإنجليزية)